# Televisión de Reino Unido

La BBC es la mayor cadena pública del mundo.

Las cadenas de televisión en el Reino Unido comenzaron en 1932, aunque no iniciarían las cadenas regulares hasta cuatro años más tarde. La televisión comenzó como un servicio público gratuito, que surgió tras la primera demostración de una imagen en movimiento transmitida en 1926. En la actualidad, el Reino Unido cuenta con una variedad de servicios en emisión abierta, sin suscripción y por suscripción gracias a de diversos medios de distribución, a través de los cuales hay más de 480 canales para los consumidores, así como contenidos bajo demanda. Hay seis principales propietarios de canales que son responsables de la mayor parte del material visto.
Cada año se producen 27000 horas de contenidos nacionales, con un coste de 2600 millones de libras. Desde el 24 de octubre de 2012, todas las cadenas de televisión del Reino Unido se emiten en formato digital, tras el fin de las transmisiones analógicas en Irlanda del Norte. Los contenidos digitales se emiten por vía terrestre, satélite y cable, así como por IP. En 2003, el 53,2% de los hogares veía la programación vía terrestre, el 31,3% por satélite y el 15,6% por cable.
La Real Sociedad de Televisión (RTS: Royal Television Society) es una organización benéfica educativa británica dedicada al debate y análisis de la televisión en todas sus formas, pasadas, presentes y futuras. Es la sociedad de televisión más antigua del mundo.

## Proveedores de canales de televisión
Hay proveedores de televisión abierta, sin suscripción y por suscripción, con diferencias en el número de canales, prestaciones como la Guía Electrónica de Programas (EPG: Electronic Program Guide), vídeo bajo demanda (VOD: Video On Demand), alta definición (HD: High-Definition Television), televisión interactiva a través del botón rojo y cobertura en todo el Reino Unido. Todos los proveedores ofrecen los cinco canales más vistos del Reino Unido: BBC One, BBC Two, ITV (ITV1/STV), Channel 4 y Channel 5.
La televisión se distribuye como ondas de radio a través de transmisiones terrestres o por satélite, o como señales eléctricas o luminosas a través de cables terrestres. En el Reino Unido se utiliza la norma Digital Video Broadcasting. La mayoría de los televisores vendidos en el Reino Unido (así como en gran parte del resto de Europa) incorporan un sintonizador DVB-T (terrestre). Los descodificadores se utilizan para recibir canales de otros proveedores. Todos los servicios tradicionales han integrado su televisión en abierto con canales en tiempo real (streaming) o programas bajo demanda cuando se conectan a Internet. A partir de 2022, los servicios de televisión en abierto podrán recibirse íntegramente a través de dispositivos conectados a Internet, sin necesidad de antena, satélite o conexión tradicional de televisión por cable.
| Híbrido de terrestre e Internet  |                                  |        |                                                     |                | |
| EE TV                            | 2006                             | Pago   | Canales terrestres: como Freeview IPTV: Desconocido | Desconocido    | La señal Freeview sólo se recibe en aparatos equipados con entrada de antena y configurados en "modo antena". Requiere banda ancha BT o EE |
| Freeview / Freeview Play         | 2002                             | Gratis | 50+ (TV) 24 (radio)                                 | 11,32 millones | Bajo demanda a través de dispositivos Freeview Play                                                                                        |
| Netgem TV                        | 2019                             | Pago   | Canales terrestres: como Freeview IPTV: Desconocido | Desconocido    | |
| TalkTalk TV                      | 2000                             | Pago   | Canales terrestres: como Freeview IPTV: Desconocido | Desconocido    | Requiere banda ancha TalkTalk |
| Satelital                        |                                  |        |                                                     |                | |
| Freesat                          | 2008                             | Gratis | 115 (TV) 38 (radio)                                 | 1,08 millones  | |
| Sky                              | 1998                             | Pago   | 400+ (TV) 160+ (radio)                              | 8,41 millones  | |
| Cable                            |                                  |        |                                                     |                | |
| Virgin Media                     | 2006                             | Pago   | 250+ (TV) 35+ (radio)                               | 3,91 millones  | |
| Internet "en tiempo real" (IPTV) |                                  |        |                                                     |                | |
| Freely                           | 2024                             | Gratis | 25+ (TV)                                            | Desconocido    | |
| EE TV                            | 2022                             | Pago   | Desconocido                                         | Desconocido    | Requiere banda ancha BT o EE |
| Sky Stream / Sky Glass           | Sky Glass: 2021 Sky Stream: 2022 | Pago   | Desconocido                                         | Desconocido    | |
| Virgin Media en tiempo real      | 2022                             | Pago   | Desconocido                                         | Desconocido    | Requiere banda ancha de Virgin Media |

El Broadcasters' Audience Research Board (BARB) publica estadísticas trimestrales sobre el número de hogares británicos que ven la televisión en abierto a través de distintas plataformas. Las estadísticas del primer trimestre de 2020 muestran que el 56% de los hogares está suscrito a uno o más servicios de televisión, frente al 44% que recibe la televisión gratuita.
|                                                                 | Proveedor                               | Hogares        | %   |
| --------------------------------------------------------------- | --------------------------------------- | -------------- | --- |
|                                                                 | Televisión gratuita: Freeview o Freesat | 12,40 millones | 44% |
| Televisión por suscripción: uno o más de Sky/Virgin/BT/Talktalk | 15,92 millones                          | 56%            |     |

### Televisión digital terrestre

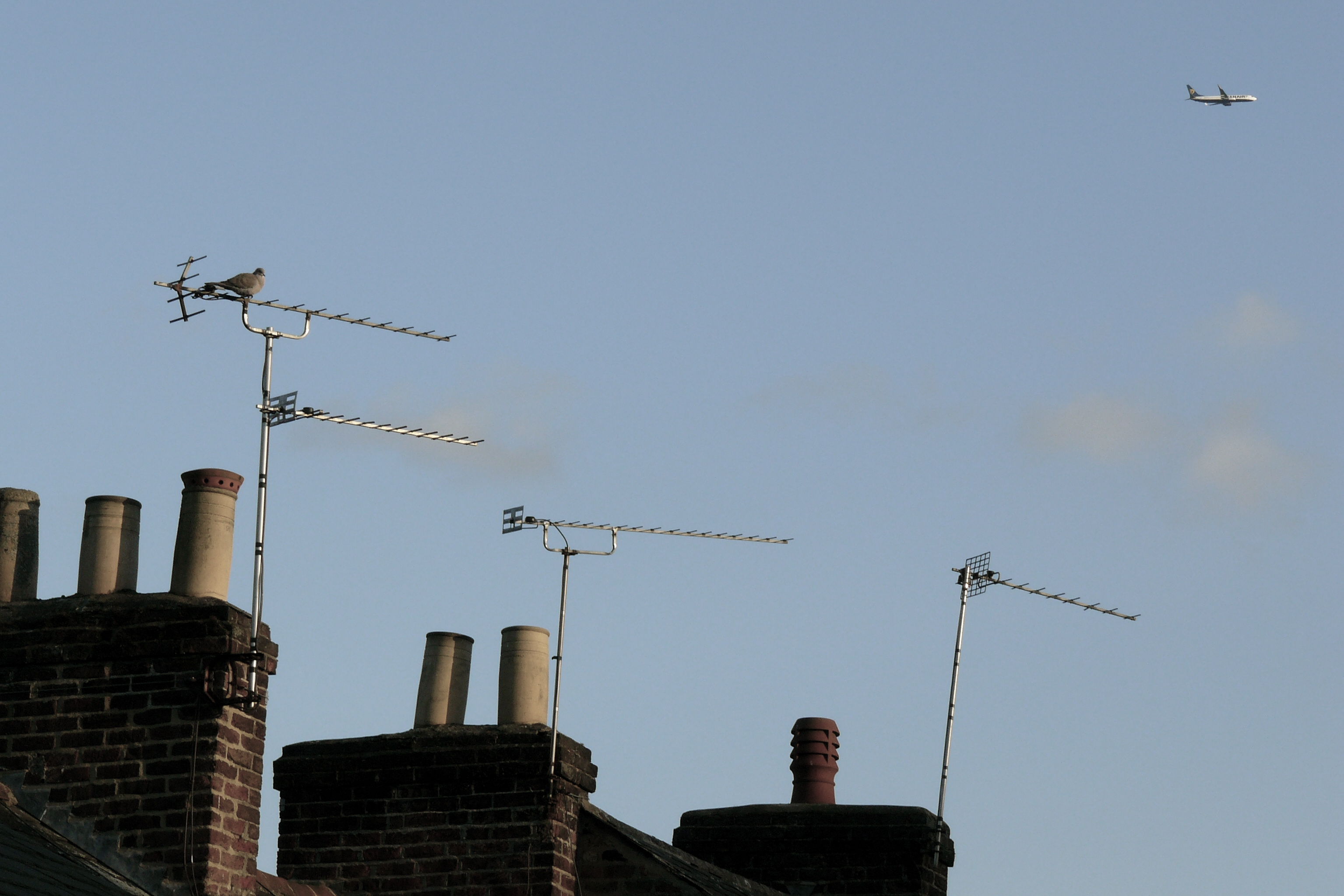
Antenas montadas en chimeneas que se utilizan para recibir televisión terrestre. Estas son antenas Yagi-Uda.

El principal servicio de televisión digital terrestre, Freeview, se lanzó en 2002 y es gratuito. Sustituyó al servicio de suscripción ONdigital o ITV Digital, que estuvo disponible de 1998 a 2002. La televisión digital terrestre sustituyó a la analógica terrestre, que estuvo en funcionamiento desde 1936 hasta 2012.
Desde marzo de 2021, Freeview ofrece más de setenta canales de televisión y radio, que se reciben a través de una antena. Su funcionamiento corre a cargo de Everyone TV y DTV Services Ltd., empresas conjuntas de la BBC, ITV, Channel 4 y Channel 5. La red de transmisores está dirigida principalmente por Arqiva.
Los canales de televisión se transmiten en paquetes, llamados multiplex, y los canales disponibles dependen del número de multiplex que se transmitan en cada zona. Los seis multiplex nacionales están disponibles para el 90% de los hogares a través de 92 transmisores y los tres multiplex restantes están disponibles para el 9% de los hogares a través de 1067 transmisores. En Irlanda del Norte, un multiplex con canales de la República de Irlanda llega al 71% de los hogares norirlandeses a través de tres transmisores. La televisión y la radio locales están disponibles para el 54% de los hogares a través de un multiplex adicional a través con 44 transmisores, y un multiplex adicional está disponible para el 54% de los hogares del Gran Mánchester.
Múltiples proveedores venden descodificadores híbridos o televisores inteligentes que combinan canales terrestres con contenidos en tiempo real (televisión por Internet). A través de la conexión de banda ancha de los dispositivos Freeview Play y Netgem, están disponibles las aplicaciones de televisión por Internet, como BBC iPlayer, ITVX y Channel 4. También admiten servicios de suscripción opcionales como Netflix y Prime Video. EE TV y TalkTalk TV ofrecen servicios de suscripción adicionales para sus respectivos clientes de banda ancha que utilicen dispositivos Netgem o YouView.
Saorview, el servicio de televisión terrestre de la República de Irlanda que se puso en marcha en 2011, puede recibirse en algunas partes de Irlanda del Norte a través de transmisiones superpuestas.

### Televisión por cable

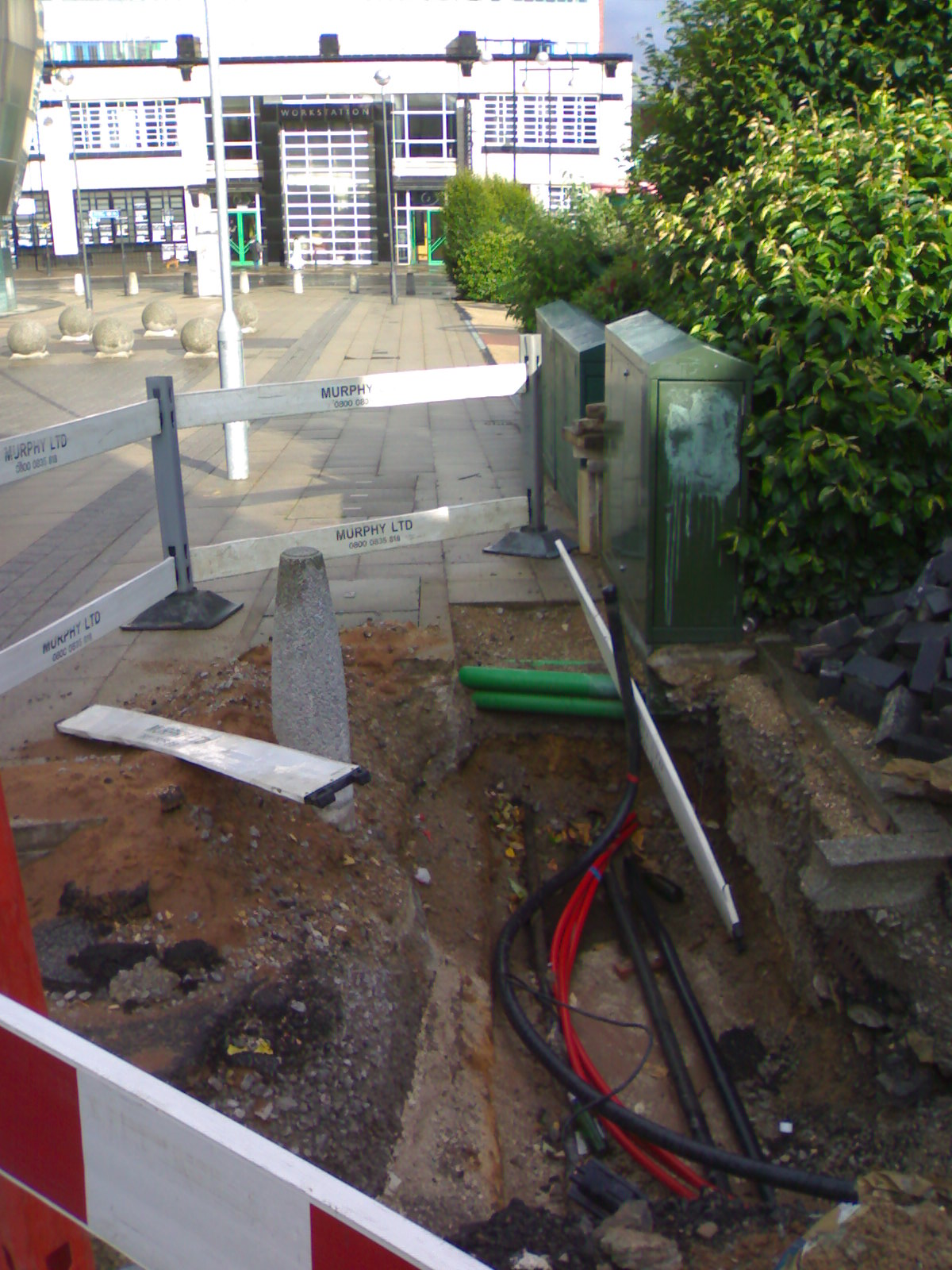
Cables a la vista utilizados para transportar la televisión por cable. La caja verde es habitual en las zonas con cobertura de cable, al igual que las tapas de alcantarilla con la inscripción CATV (Community Antenna Television; Televisión Por Cable).

A finales de los ochenta y principios de los noventa, muchas empresas regionales desarrollaron servicios de televisión por cable, ya que las licencias se concedían ciudad por ciudad. A mediados de los noventa las empresas empezaron a fusionarse y a finales de siglo solo quedaban tres grandes compañías. En 2007, la fusión de Telewest y NTL dio lugar a Virgin Media, que está disponible en el 55% de los hogares. La televisión por cable es un servicio de suscripción que suele ir unido a una línea telefónica y banda ancha.

### Televisión por satélite

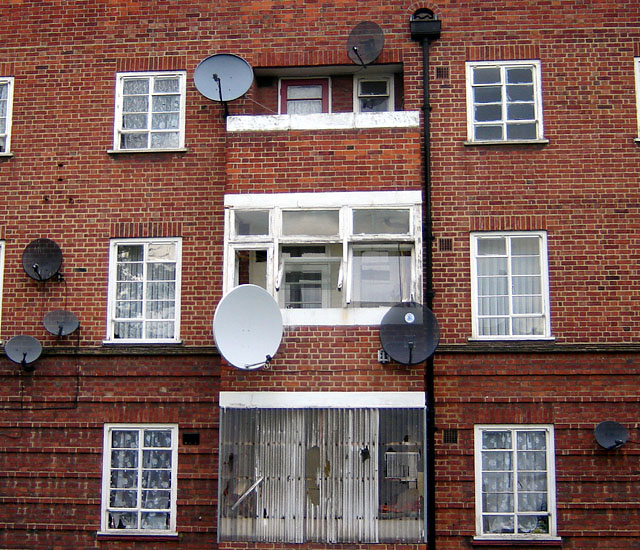
Antenas parabólicas en una pared de Hackney (Londres). Lo más probable es que las pequeñas antenas ovaladas se utilicen para ver canales británicos, a las que se conoce como Minidishes. Las antenas más grandes probablemente se utilizan para ver canales de satélite de fuera del Reino Unido.

Existen dos tipos de servicios de difusión directa por satélite (también denominados " Recepción directa por el telespectador", para distinguirlos de las señales de satélite destinadas a la recepción por parte de no consumidores).
Sky TV es un servicio de suscripción operado por Sky Ltd, propiedad de Comcast, que se lanzó en 1998 con el nombre de SkyDigital. En comparación con el servicio analógico anterior, que se había lanzado en 1989, ofrecía más canales, pantalla panorámica, televisión interactiva y un servicio de vídeo casi bajo demanda que utiliza horas de inicio escalonadas para los contenidos de pago por visión. Desde entonces, ha incorporado innovaciones como la alta definición, la televisión en 3D, un grabador de vídeo digital, la posibilidad de ver las grabaciones en otros dispositivos, el manejo a distancia a través de Internet para añadir grabaciones y los contenidos bajo demanda a través de la conexión de banda ancha del receptor de satélite, tanto de Sky como de la televisión de terceros. La suscripción a Sky también incluye el acceso a Sky Go, que permite acceder a los contenidos de suscripción a través de Internet desde dispositivos móviles y computadoras.
Freesat es un servicio gratuito por satélite operado por Everyone TV, que también explota Freeview. Al igual que Sky, ofrece contenidos de alta definición, grabación digital y vídeo bajo demanda a través de la conexión de banda ancha.
Freesat y Sky TV transmiten desde los satélites SES Astra situados a 28,2º Este (Astra 2E/2F/2G). Al estar en órbita geoestacionaria, los satélites se sitúan sobre el ecuador terrestre (0°N 28,2°E) a unos 35 786 km sobre el nivel del mar, lo que los sitúa por encima de la República Democrática del Congo.

## Servicios de vídeo por Internet

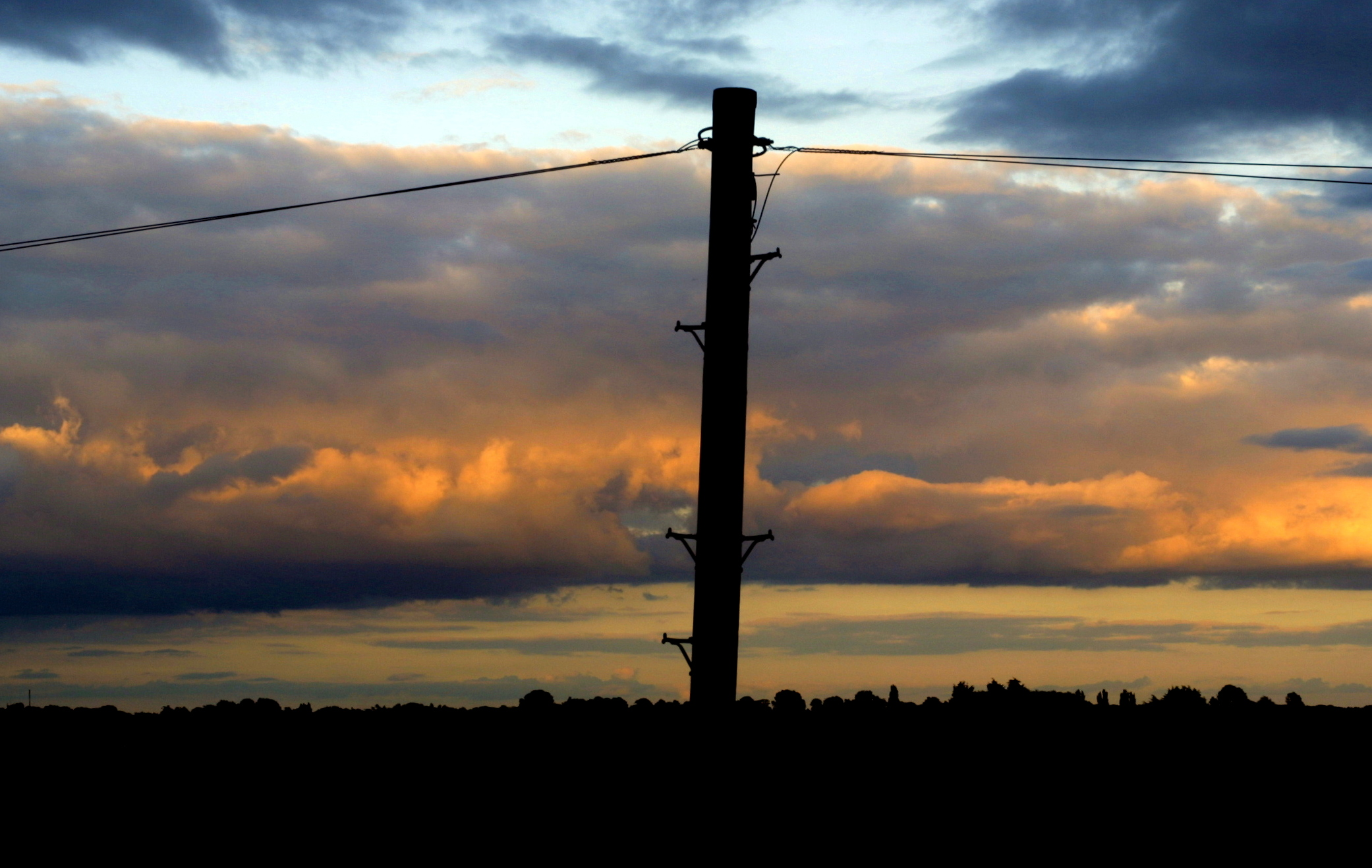
Los servicios de televisión de banda ancha suelen distribuirse a través de líneas telefónicas de cobre.

La televisión por Internet puede transmitirse en tiempo real o descargarse, y consistir en contenidos producidos por aficionados o profesionales. En el Reino Unido, la mayoría de las cadenas ofrecen servicios de televisión en directo con opción de volver a ver los programas durante un periodo de tiempo posterior a su emisión. El vídeo en línea se puede ver a través de dispositivos móviles, ordenadores, televisores equipados con una conexión a Internet integrada o televisores conectados a un descodificador externo, un dispositivo de tiempo real o una consola de juegos. La mayoría de los proveedores de televisión en abierto han integrado en sus descodificadores la posibilidad de acceder a vídeos en línea para ofrecer un servicio híbrido de emisión y en línea.

### Programación almacenada
Desde 2006, los propietarios de canales y productores de contenidos británicos han creado servicios en Internet para acceder a sus programas. A menudo, están disponibles durante un periodo de tiempo después del horario de emisión. Estos servicios suelen bloquear a los usuarios de fuera del Reino Unido.
| Nombre del servicio | Propietario                                | Canales con programación almacenada      | Periodo de almacenado | Contenido adicional                | En tiempo real | Descarga                  | Gratis / Pago                                    | Sitio  |  |
| ------------------- | ------------------------------------------ | ---------------------------------------- | --------------------- | ---------------------------------- | -------------- | ------------------------- | ------------------------------------------------ | ------ |  |
| BBC iPlayer         | BBC                                        | Canales de la BBC, S4C                   | 30 días               | Sí                                 | Sí             | Sí                        | Gratis                                           | [ 12 ] |  |
| S4C                 | S4C                                        | S4C                                      | 35 días               | Sí                                 | Sí             | No                        | Gratis                                           | [ 13 ] |  |
| Channel 4           | Channel Four Television Corporation        | Channel 4, E4, More4, 4seven, Film4      | 30 días               | Sí                                 | Sí             | Sí                        | En tiempo real: Gratis Sin anuncios: Suscripción | [ 14 ] |  |
| ITVX                | ITV plc                                    | ITV1-4, ITVBe                            | 30 días               | Sí                                 | Sí             | Con suscripción           | En tiempo real: Gratis Sin anuncios: Suscripción | [ 15 ] |  |
| My5                 | Paramount Networks Reino Unido y Australia | Channel 5, 5USA, 5STAR, 5Action, 5Select | 30 días               | Sí                                 | Sí             | No                        | Gratis                                           | [ 16 ] |  |
| Sky Go              | Sky UK                                     | Hasta 65 canales                         | Desconocido           | Paquetes con suscripción adicional | Sí             | Con suscripción adicional | Suscripción                                      | [ 18 ] |  |
| STV Player          | STV Group                                  | STV                                      | 30 días               | Sí                                 | Sí             | No                        | En tiempo real: Gratis Sin anuncios: Suscripción | [ 19 ] |  |
| U                   | UKTV Media                                 | U&Dave, U&Drama, U&W, U&Yesterday        | 30 días               | Sí                                 | Sí             | No                        | Gratis                                           | [ 20 ] |  |

### Servicios de vídeo en línea para contenidos producidos profesionalmente
Existen numerosos servicios en línea dirigidos al Reino Unido, que ofrecen una combinación de opciones de suscripción, alquiler y compra para ver la televisión en línea. La mayoría están disponibles a través de cualquier conexión a Internet, aunque algunos requieren una conexión de banda ancha específica. Algunos venden servicios de terceros, como Prime Video de Amazon.
BARB hace un seguimiento del número de hogares suscritos a Netflix, Prime Video y Now, denominados hogares con Suscripción de Video Bajo Demanda (SVOD: Subscription Video On Demand). Sus estadísticas para el primer trimestre de 2020 muestran que el 53% de los hogares están suscritos a alguno de estos servicios, y el 24% al menos a dos o más. Según las cifras de BARB para el primer trimestre de 2020, Netflix cuenta con 13,01 millones de suscriptores, Prime Video (Amazon) con 7,86 millones y Now con 1,62 millones. Las cifras equivalentes de BARB para la televisión en abierto muestran que el 56% de los hogares están suscriptos.
|                                                    |                 | Hogares        | %   |
| -------------------------------------------------- | --------------- | -------------- | --- |
|                                                    | Sin suscripción | 13,31 millones | 47% |
| Suscritos a uno o más de Netflix, Prime Video, Now | 15,01 millones  | 53%            |     |

La siguiente tabla resume algunos de los servicios de televisión por Internet disponibles en el Reino Unido. Con el fin de ser breves, no se incluyen los servicios de "Programación almacenada" o destinados únicamente a aficionados, los canales individuales, los distribuidores de contenidos ilegales o para adultos, los servicios que se limitan a redistribuir canales de emisión gratuita, los portales ni los servicios que no se dirigen al Reino Unido. Por "gratuito" se entiende la gratuidad en el punto de consumo, sin incluir las tarifas de conexión a Internet ni la licencia de televisión.
|                        | Gratis                                                 | Sólo por suscripción                                                                                                 | Compra o alquiler                                                                           | Suscripción, compra o alquiler                                                                          |
| ---------------------- | ------------------------------------------------------ | --- | ------------------------------------------------------------------------------------------- | --- |
| Servicios británicos   | Channel 4 BBC iPlayer BFI Player ITVX My5 STV Player U | Channel 4+ BritBox Flix Premiere ITVX Premium Now Sky Go requiere Sky TV STV Player+ Virgin TV Go requiere Virgin TV | Curzon Home Cinema Dogwoof On Demand Sky Store Virgin Media Store                           | BFI Player EE TV requiere BT o banda ancha EE Digital Theatre TalkTalk TV requiere banda ancha TalkTalk |
| Servicio internacional | Plex Pluto TV Samsung TV Plus Vevo                     | Apple TV+ Discovery+ Netflix TVPlayer                                                                                | Chili Google TV iTunes Store (Apple) Microsoft Movies & TV Pantaflix YouTube Movies & Shows | Disney+ Prime Video (Amazon) Rakuten TV                                                                 |

Otros servicios internacionales de transmisión en tiempo real con precios en libras esterlinas son: Acorn TV, Arrow, BKTV, Crunchyroll, Dekkoo, Demand Africa, Docsville, Funimation Now, GuideDoc, Hayu, Hoichoi, Hotstar, iQiyi, iWantTFC, Mubi, NewsPlayer+, Revry, Shudder, Starz, True Story, WOW Presents Plus y ZEE5.

## Canales y propietarios de canales

### Estadísticas

#### Canales más vistos
El Broadcasters' Audience Research Board mide los índices de audiencia televisiva en el Reino Unido. El 2 de enero de 2022, el tiempo medio de visionado diario por hogar era de 3 horas y 8 minutos (se incluyen los visionados por televisión y por Internet de los canales registrados por el BARB). Quince canales tienen una tasa de cuatro semanas ≥ 1,0%.
| Canal                      | Propietario                               | Gratis / Pago | Tasa de cuatro semanas (%) | Promedio de minutos diarios (min:seg) |
| -------------------------- | ----------------------------------------- | ------------- | -------------------------- | ------------------------------------- |
| BBC One                    | BBC                                       | Gratis        | 20,62                      | 38:56                                 |
| ITV1 or STV                | ITV plc or STV Group                      | Gratis        | 14,76                      | 26:52                                 |
| BBC Two                    | BBC                                       | Gratis        | 5,92                       | 11:11                                 |
| Channel 4                  | Channel Four Television Corporation       | Gratis        | 5,74                       | 10:51                                 |
| Channel 5                  | Channel 5 Broadcasting (Paramount Global) | Gratis        | 4,73                       | 8:56                                  |
| ITV3                       | ITV plc                                   | Gratis        | 1,89                       | 3:34                                  |
| ITV2                       | ITV plc                                   | Gratis        | 1,75                       | 3:18                                  |
| BBC News                   | BBC                                       | Gratis        | 1,65                       | 3:07                                  |
| U&Drama                    | UKTV Media (BBC)                          | Gratis        | 1,38                       | 2:36                                  |
| BBC Non-linear (on TV set) | BBC                                       | Gratis        | 1,36                       | 2.34                                  |
| Film4                      | Channel Four Television Corporation       | Gratis        | 1,31                       | 2:29                                  |
| E4                         | Channel Four Television Corporation       | Gratis        | 1,28                       | 2:25                                  |
| ITV4                       | ITV plc                                   | Gratis        | 1,14                       | 2:09                                  |
| U&Dave                     | UKTV Media (BBC)                          | Gratis        | 1,08                       | 2:03                                  |
| Sky Sports Main Event      | Sky UK (Comcast)                          | Suscripción   | 1,04                       | 1:58                                  |

#### Grupos de cadenas más vistos
A partir del 2 de enero de 2022, hay 10 grupos de cadenas con una tasa de cuatro semanas ≥ 1,0% (aunque BARB informa de subgrupos de BBC y Paramount de manera individual, y no está claro a qué se refiere el grupo "ITV").
| Propietario del canal                              | Tasa del tiempo total de visualización (%) | Promedio de minutos diarios |
| -------------------------------------------------- | ------------------------------------------ | --------------------------- |
| BBC                                                | 32,18                                      | 61                          |
| ITV                                                | 20,25                                      | 38                          |
| Channel Four Television Corporation                | 9,94                                       | 19                          |
| Sky UK (Comcast)                                   | 9,60                                       | 18                          |
| Channel 5 Broadcasting (Paramount)                 | 6,84                                       | 13                          |
| UKTV Media (BBC)                                   | 4,45                                       | 8                           |
| Discovery Networks (Warner Bros. Discovery)        | 3,89                                       | 7                           |
| Non-grouped BARB-reported channels                 | 1,58                                       | 3                           |
| Narrative Entertainment                            | 1,45                                       | 3                           |
| CBS AMC Networks UK (Paramount/AMC)                | 1,39                                       | 3                           |
| Viacom International Media Networks UK (Paramount) | 1,01                                       | 2                           |

### BBC y UKTV
La British Broadcasting Corporation (BBC) es la mayor y más antigua cadena del mundo y el principal servicio público de radio y televisión del Reino Unido. La BBC Television se financia principalmente con el pago de una licencia de televisión y con las ventas de su programación a mercados extranjeros. No emite publicidad. El derecho de licencia se cobra en todos los hogares que ven o graban la televisión tal y como se emite y se determina mediante negociaciones periódicas entre el Gobierno y la BBC.
El primer canal analógico terrestre fue lanzado por el BBC Television Service en 1936. En 1964 pasó a llamarse BBC One tras el lanzamiento de BBC Two, el tercer canal analógico terrestre del Reino Unido después de ITV. En 1997 se lanzó BBC News 24 como canal analógico por cable y, en 2008, pasó a llamarse BBC News. BBC Parliament, que originalmente era un canal analógico por cable conocido como The Parliamentary Channel, fue adquirido por la BBC en 1998. A partir de 1998, la BBC comenzó a emitir en televisión digital, lanzando nuevos canales y emitiendo vía satélite además de terrestre y por cable.
El servicio iPlayer de la BBC en Internet contiene contenidos de los canales de televisión de la BBC y de la cadena pública en lengua galesa S4C, así como vídeos creados a partir de programas de radio de la BBC.
UKTV es una cadena comercial propiedad de BBC Studios, una de las unidades comerciales de la BBC. Creada en 1992 con UK Gold, UKTV amplió sus canales a partir de 1997, hasta que la BBC asumió la plena propiedad en junio de 2019. A diferencia de los canales de servicio público de la BBC, los canales de UKTV emiten publicidad.
|                                      | Canales de servicio público                                                                                             | UKTV (Publicidad)                              |
| ------------------------------------ | --- | ---------------------------------------------- |
| Canales gratuitos                    | BBC One, BBC Two, BBC Three, BBC Four, BBC News, BBC Parliament, CBBC, CBeebies, BBC Scotland, BBC Alba, BBC Red Button | U&Dave, U&Drama, U&Eden, U&W, U&Yesterday      |
| Canales por suscripción              | Ninguno | Alibi, U&Dave HD, Gold, U&W HD, U&Yesterday HD |
| Servicios de televisión por Internet | BBC iPlayer | U                                              |

### ITV
ITV, conocida como ITV1 o STV, es una red de catorce franquicias de televisión comercial regionales y una nacional, fundada en 1955 para competir con la BBC. ITV fue la primera televisión comercial del país financiada con publicidad. Al principio, cada región era independiente y tenía su propia identidad en antena. Tras una serie de fusiones motivadas por la flexibilización de la normativa en 1990, trece de las franquicias pertenecen actualmente a ITV plc y las dos restantes a STV Group. Desde 2012, ITV plc produce la cadena a escala nacional, y STV Group actúa como filial.
STV Group utiliza el nombre de canal STV para sus dos franquicias en Escocia. ITV plc denomina al canal UTV en Irlanda del Norte e ITV1 en el resto de regiones, aunque UTV utiliza la marca ITV o ITV1 desde abril de 2020. La franquicia nacional ITV Breakfast, está en manos de ITV plc, que se emite como un bloque de programación indistinguible en toda la red. Legalmente, la cadena se conoce como Channel 3 desde 1990, que es el nombre que utiliza Ofcom.
ITV plc o sus empresas predecesoras crearon otras cadenas gratuitas o de suscripción, de las cuales la más antigua aún en funcionamiento es ITV2, lanzada en 1998. Desde entonces, han dejado de emitirse varios canales más antiguos; el más antiguo de ellos es Super Channel, que fue lanzado por un consorcio de empresas regionales de ITV en 1987, se vendió y finalmente cerró en 1998.
|                                      | ITV plc                       | STV Group  |
| ------------------------------------ | ----------------------------- | ---------- |
| Canales gratuitos                    | ITV1, ITV2, ITV3, ITV4, ITVBe | STV        |
| Servicios de televisión por Internet | ITVX                          | STV Player |

### Channel 4
Lanzada en 1982, Channel 4 es una cadena nacional de propiedad estatal que se financia con sus actividades comerciales (incluida la publicidad). Channel 4 se ha expandido enormemente tras obtener una mayor independencia de la Autoridad de Radiodifusión Independiente (IBA: Independent Broadcasting Authority), especialmente en el mundo digital multicanal, con el lanzamiento de E4, Film4, More4, 4Music, 4seven y varios servicios de pausa en directo. Desde 2005, es miembro del consorcio Freeview y explota uno de los seis multiplex digitales terrestres con ITV como Digital 3&4. Desde la llegada de la televisión digital, Channel 4 también emite en Gales a través de todas las plataformas digitales. Aunque cuenta con seis regiones de publicidad fija, Channel 4 fue la primera cadena británica que no incluyó variaciones regionales en su programación.
|                                      | Canales de Channel 4                                                   |
| ------------------------------------ | ---------------------------------------------------------------------- |
| Canales gratuitos                    | Channel 4, Channel 4 HD, More4, E4, E4 Extra, Film4, 4seven, 4seven HD |
| Canales por suscripción              | E4 HD, More4 HD, Film4 HD                                              |
| Servicios de televisión por Internet | Canal 4 (VBD)                                                          |

### Sky
Sky es una cadena europea propiedad del conglomerado estadounidense de medios de comunicación Comcast. Sky Television se lanzó en 1989, con un servicio de cuatro canales recibidos vía satélite. Los canales eran Sky Channel, Sky News, Sky Movies y Eurosport. Al principio eran gratuitos y Sky Movies fue el primero en pasar a la suscripción a principios de la década de 1990. Sky News fue el primer canal de noticias del Reino Unido. El nuevo servicio fue el primer servicio de televisión por satélite para consumidores del Reino Unido y acabó superando a su rival BSB (British Satellite Broadcasting), con la que Sky se fusionaría más tarde para convertirse en BSkyB. El servicio por satélite de Sky creció hasta convertirse en una plataforma de suscripción a través de la cual Sky ofrece sus propios canales, servicios de pago por visión y canales de otras cadenas. La plataforma digital de Sky se lanzó en 1998, mientras que el servicio analógico original cerró en 2001. Sky fue adquirida por Comcast en 2018.
Desde 2012, Sky opera Now, un servicio de emisión de televisión por Internet que ofrece suscripciones sin contrato de duración determinada.
La oferta de canales de Sky ha aumentado mucho desde el lanzamiento de la televisión digital. Sky ofrece sus canales a través de los servicios de cable e Internet de la competencia, así como a través de su propio servicio por satélite y Now.
|                                      | Comcast | Comcast                            | Comcast                                                     | Comcast                  |
| Sky UK                               | Sky UK | Sky UK                             | NBCUniversal                                                |                          |
| Propiedad exclusiva                  | At The Races (empresa conjunta) | A&E Networks UK (empresa conjunta) | NBCUniversal                                                |                          |
| ------------------------------------ | --- | ---------------------------------- | ----------------------------------------------------------- | ------------------------ |
| Canales gratuitos                    | Challenge, Sky Arts, Sky Mix HD, Sky News, Sky News Arabia | Ninguno                            | Blaze                                                       | CNBC                     |
| Canales por suscripción              | Sky Arts HD, Sky Atlantic, Sky Comedy, Sky Crime, Sky Documentaries, Sky Kids, Sky Max, Sky Nature, Sky News HD, Sky Replay, Sky Showcase, Sky Witness Canales de Sky Cinema: Action, Animation, Comedy, Drama, Family, Greats, Hits, Premiere, Sci-fi & Horror, Select, Thriller Canales de Sky Sports: Action, Active, Arena, Cricket, F1, Football, Golf, Main Event, Mix, Premier League, Sports News | Sky Sports Racing                  | Crime & Investigation, Lifetime, Sky History, Sky History 2 | E!, Movies24, Sky Sci-Fi |
| Pago por visión                      | Sky Sports Box Office | Ninguno                            | Ninguno                                                     | Ninguno                  |
| Servicios de televisión por Internet | Sky Go, Now | ATR Player                         | Ninguno                                                     | Hayu                     |

### Paramount Global
Canal 5 fue el quinto canal analógico terrestre que se puso en marcha, en marzo de 1997. Debido a las limitaciones de las frecuencias UHF disponibles en aquel momento, muchos hogares tuvieron que resintonizar sus videograbadoras, que compartían la frecuencia de su salida de RF con la utilizada por las nuevas emisiones del Canal 5. El Canal 5 fue el primer canal terrestre que emitió también vía satélite. A partir de 2006, Canal 5 lanzó nuevos canales digitales y un servicio de Internet bajo demanda. Tras cambiar varias veces de propietario, en mayo de 2014, Canal 5 y sus canales hermanos fueron adquiridos por Viacom, un conglomerado estadounidense de medios de comunicación, conocido como Paramount desde 2022.
Cuando adquirió Channel 5, Paramount ya operaba un gran número de canales de suscripción en el Reino Unido, incluidos los canales MTV, Nickelodeon y Comedy Central, disponibles a través de Sky TV, Virgin Media y Now. En términos de índices de audiencia, el conjunto de los canales de Paramount convierte al grupo en la quinta mayor cadena del Reino Unido, según las cifras de audiencia de BARB a 1 de marzo de 2020.
Además, Paramount gestiona los servicios de emisión de televisión por Internet Pluto TV y Paramount+ Internet.
|                                      | Paramount Global                         | Paramount Global                           | Paramount Global                             | Paramount Global                     | Paramount Global                         |
| Cadena Channel 5                     | Viacom International Media Networks UK   | Nickelodeon UK                             | Paramount UK Partnership (copropiedad)       | CBS AMC Networks UK (copropiedad)    |                                          |
| ------------------------------------ | ---------------------------------------- | ------------------------------------------ | -------------------------------------------- | ------------------------------------ | ---------------------------------------- |
| Canales gratuitos                    | Channel 5, 5Action, 5Select, 5Star, 5USA | Ninguno                                    | Ninguno                                      | Ninguno                              | Reality, RealityXtra, Legend, LegendXtra |
| Canales por suscripción              | 5Action HD                               | MTV, MTV Hits, MTV Music, MTV 80s, MTV 90s | Nickelodeon, Nick Jr, Nick Jr Too, Nicktoons | Comedy Central, Comedy Central Extra | Ninguno                                  |
| Servicios de televisión por Internet | My5                                      | Ninguno                                    | Ninguno                                      | Ninguno                              | CBS Catchup Channels UK                  |

## Televisión local y regional

### Televisión local
Desde 2012, los canales de televisión locales adicionales están disponibles a través de los canales 7 y 8 de Freeview. Los canales tienen licencia de Ofcom y, a partir del 2 de julio de 2020, hay 34 canales de televisión locales con licencia. Diecinueve de las licencias son propiedad de That's TV, y ocho son propiedad de Made Television. El resto son independientes. Cada licencia contiene la cantidad de programación de televisión local requerida. A modo de ejemplo, la licencia de Scarborough, en manos de That's TV, requiere siete horas de programación local a la semana (una hora al día de media). Inicialmente estaban previstas trece licencias adicionales, pero Ofcom decidió no publicitarlas en junio de 2018.
La forma en que Ofcom estructuró la televisión local (al depender de la transmisión terrestre) fue criticada en un artículo de The Guardian en 2015 por estar "años atrasada en su forma de pensar", ya que no tiene en cuenta Internet. Ofcom respondió en el artículo que el sistema de concesión de licencias fue heredado del Departamento de Cultura, Medios de Comunicación y Deporte. En abril de 2018, BBC News informó de que "muchas de las emisoras han sido ridiculizadas por la mala calidad de su producción o han sido denunciadas a Ofcom por incumplir las normas de radiodifusión". Las televisiones locales reciben una subvención de la BBC de 147,50 libras por noticia local, financiada con el derecho de licencia, que se paga tanto si la BBC utiliza el contenido como si no. En un artículo publicado en junio de 2018 en BuzzFeed se afirmaba que That's TV se creó "principalmente para extraer dinero de la BBC mientras se ofrece poco contenido de valor útil".

### Televisión regional
Los canales BBC One, BBC Two y la red ITV (que comprende ITV1 y STV) se dividen en regiones en las que se emiten los informativos regionales y otros programas. ITV1/STV está dividida en catorce franquicias geográficos, varios de los cuales se dividen en dos o tres subregiones, lo que da lugar a un mayor número total de programas informativos regionales. Ofcom fija una tasa para la BBC y la ITV en función de la programación regional necesaria.
|         | Definición estándar          | +1                                 | Alta definición                                  | Tasa de programación regional de Ofcom                                             | Notas                                                |
| ------- | ---------------------------- | ---------------------------------- | ------------------------------------------------ | ---------------------------------------------------------------------------------- | ---------------------------------------------------- |
| BBC One | 16 (Freeview) 1 (satelital)  | No disponible                      | 16                                               | 6270 horas/año en total (equivalente a 7,5 horas semanales de promedio por región) | Informativos regionales de la BBC                    |
| BBC Two | 3 (Freeview) 1 (satelital)   | No disponible                      | 3                                                | 6270 horas/año en total (equivalente a 7,5 horas semanales de promedio por región) |                                                      |
| ITV1    | 19 (Freeview) 13 (satelital) | 12 (Freeview) 11 (satelital/cable) | 11 (Freeview) 18 (satelital) 17 (cable)          | Franquicias inglesas unas 2,5 o 3,3 horas/semana Otras franquicias: no indicado    | Lista de regiones ITV y la programación regional ITV |
| STV     | 4                            | 2 (Freeview/cable) 0 (satelital)   | 1 (Freeview/Freesat) 4 (Sky satelital) 3 (cable) | Franquicias inglesas unas 2,5 o 3,3 horas/semana Otras franquicias: no indicado    | Lista de regiones ITV y la programación regional ITV |

La publicidad en ITV1/STV y Channel 4 es regional. Channel 4 está dividida en seis regiones publicitarias, pero no tiene programación regional.

### Canales específicos por países
BBC Scotland y la cadena en gaélico BBC Alba emiten en Escocia, y la cadena en galés S4C emite en Gales. En Irlanda del Norte hay canales procedentes de la República de Irlanda, como RTÉ One, RTÉ2 y TG4 que emiten en lengua irlandesa.

## Programación
La televisión británica difiere de la de otros países, como Estados Unidos, en que los programas producidos en el Reino Unido no suelen tener una temporada larga de unas 20 semanas. En su lugar, se producen en forma de serie, es decir, un conjunto de episodios de duración variable, que suelen emitirse a lo largo de un periodo de unos meses.

### 100 Mejores Programas de Televisión Británicos
100 Mejores Programas de Televisión Británicos es una lista elaborada en el año 2000 por el BFI (British Film Institute; Instituto de Cine Británico), a partir de una encuesta entre profesionales del sector, para determinar cuáles son los mejores programas de la televisión británica de cualquier género que se hayan emitido jamás. Aunque no incluye programas realizados en 2000 o posteriores, la lista es útil para hacerse una idea de los programas británicos de mayor éxito del siglo XX. Los 10 mejores programas son:
| Rango | Programa                             | Canal       | Año                            |
| ----- | ------------------------------------ | ----------- | ------------------------------ |
| 1     | Fawlty Towers                        | BBC Two     | 1975-1979                      |
| 2     | Cathy Come Home (The Wednesday Play) | BBC One     | 1966                           |
| 3     | Doctor Who                           | BBC One     | 1963-1989, 1996, 2005-presente |
| 4     | The Naked Civil Servant              | ITV         | 1975                           |
| 5     | Monty Python's Flying Circus         | BBC Two     | 1969-1974                      |
| 6     | Blue Peter                           | BBC One     | 1958-presente                  |
| 7     | Boys from the Blackstuff             | BBC Two     | 1982                           |
| 8     | Parkinson                            | BBC One/ITV | 1971-1982, 1998-2007           |
| 9     | Yes Minister / Yes, Prime Minister   | BBC Two     | 1980-1988                      |
| 10    | Brideshead Revisited                 | ITV         | 1981                           |

### 100 Mejores Momentos de la Televisión
100 Mejores Momentos de la Televisión es una lista elaborada por Channel 4 en el año 1999. Los 10 primeros son:
| Rango | Programa                         | Canal                   | Año  | Momentos |
| ----- | -------------------------------- | ----------------------- | ---- | --- |
| 1     | News                             | BBC One / BBC Two / ITV | 1969 | Alunizaje del Apolo 11 |
| 2     | News                             | BBC One / BBC Two / ITV | 1990 | Liberación de Nelson Mandela |
| 3     | News                             | BBC One / ITV           | 1997 | Michael Portillo pierde su puesto en las elecciones generales, que llegaron a simbolizar el final del periodo de gobierno conservador iniciado en 1979 con Margaret Thatcher como primera ministra |
| 4     | News                             | BBC One / BBC Two / ITV | 1997 | Fallecimiento de la princesa Diana de Gales |
| 5     | News                             | BBC One / BBC Two / ITV | 1989 | Caída del Muro de Berlín |
| 6     | Copa Mundial de la FIFA de 1966) | BBC One / ITV           | 1966 | Final: Inglaterra vence a Alemania por 4-2. El comentarista Kenneth Wolstenholme dice: "Creen que todo ha terminado"                                                                               |
| 7     | Only Fools and Horses            | BBC One                 | 1989 | "Yuppy Love": Del Boy se cae por la tapa de un bar |
| 8     | Live Aid                         | BBC One / BBC Two       | 1985 | Concierto de rock en varios escenarios para recaudar fondos para la hambruna de Etiopía |
| 9     | Blackadder Goes Forth            | BBC One                 | 1989 | "Goodbyeee": los protagonistas se pasan de la trincheras |
| 10    | News                             | BBC / ITV               | 1963 | Asesinato de John F. Kennedy |

### Lista de las cadenas de televisión más vistas
La mayoría de los eventos especiales que atraen a una gran audiencia suelen retransmitirse en más de una cadena. El programa más visto de la historia de una sola cadena es la ceremonia de la boda de la princesa Ana, emitida solo en la BBC One, en 1973. Las cifras de estos programas representan la audiencia media alcanzada por cada cadena durante su emisión y no incluyen los picos de audiencia.
- Cifras verificadas por el Broadcasters' Audience Research Board posteriores a 1981.
- Cifras facilitadas por el BFI anteriores a 1981.

| Rango | Evento                                                                        | Espectadores (millones) | Espectadores (millones) | Fecha                    | Red         |
| Rango | Evento                                                                        | Total                   | Canal                   | Fecha                    | Red         |
| ----- | ----------------------------------------------------------------------------- | ----------------------- | ----------------------- | ------------------------ | ----------- |
| 1     | Final de la Copa Mundial de la FIFA 1966: Inglaterra vs. Alemania Occidental. | 32,30                   |                         | 30 de julio de 1966      | BBC One/ITV |
| 2     | Funeral de la princesa Diana de Gales                                         | 32,10                   |                         | 6 de septiembre de 1997  | BBC One/ITV |
| 3     | Royal Family (documental)                                                     | 30,69                   |                         | 21 y 28 de junio de 1969 | BBC One/ITV |
| 4     | Final de la Eurocopa 2020: Italia vs. Inglaterra                              | 29,85                   |                         | 11 de julio de 2021      | BBC One/ITV |
| 5     | Amerizaje del Apolo 13                                                        | 28,60                   |                         | 17 de abril de 1970      | BBC One/ITV |
| 6     | Repetición de la final de la FA Cup de 1970                                   | 28,49                   |                         | 29 de abril de 1970      | BBC One/ITV |
| 7     | Boda del príncipe Carlos de Gales y Diana Spencer                             | 28,40                   |                         | 29 de julio de 1981      | BBC One/ITV |
| 8     | Boda de la princesa Ana y Mark Phillips                                       | 27,60                   |                         | 14 de noviembre de 1973  | BBC One     |
| 9     | Declaración del Primer Ministro Boris Johnson sobre COVID-19                  | 27,1                    | 15.4                    | 23 de marzo de 2020      | BBC One     |
| 9     | Declaración del Primer Ministro Boris Johnson sobre COVID-19                  | 27,1                    | 5.7                     | 23 de marzo de 2020      | ITV         |
| 9     | Declaración del Primer Ministro Boris Johnson sobre COVID-19                  | 27,1                    | 1.6                     | 23 de marzo de 2020      | Channel 4   |
| 9     | Declaración del Primer Ministro Boris Johnson sobre COVID-19                  | 27,1                    | Channel 5               | 23 de marzo de 2020      |             |
| 9     | Declaración del Primer Ministro Boris Johnson sobre COVID-19                  | 27,1                    | Sky News                | 23 de marzo de 2020      |             |
| 9     | Declaración del Primer Ministro Boris Johnson sobre COVID-19                  | 27,1                    | BBC News                | 23 de marzo de 2020      |             |
| 10    | Ceremonia de clausura de los Juegos Olímpicos de Verano de 2012               | 24,46                   | 24.46                   | 12 de agosto de 2012     | BBC One     |

Notas:
- La boda de la princesa Margarita y Lord Snowdon, el 6 de mayo de 1960, fue seguida por alrededor de 300 millones de televidentes en todo el mundo.[48]
- Al menos dos combates de boxeo de Muhammad Ali fueron vistos por 26 millones de espectadores en el Reino Unido: el Combate del Siglo (Ali vs Frazier), en 1971, fue visto por 27,5 millones de británicos,[49] y La pelea en la selva (Ali vs Foreman), en 1974, fue visto por 26 millones de espectadores en la BBC One.[50]
- Se calcula que Live Aid llegó a unos 24,5 millones de televidentes británicos en julio de 1985.[51]
- La boda del príncipe Guillermo y Catalina Middleton, el 29 de abril de 2011, alcanzó una audiencia total de 26 millones de espectadores, pero se trata de una cifra combinada de los diez canales que retransmitieron la ceremonia. Las cifras más altas fueron 13,59 millones en la BBC One y 4,02 millones más en la ITV.[52]

### Listas de géneros

#### 100 Mejores Programas Infantiles
Los 100 Mejores Programas Infantiles fue una encuesta realizada por el canal de televisión británico Channel 4 en 2001. Los cinco mejores programas producidos en el Reino Unido son:
| Rango | Programa        | Año       |
| ----- | --------------- | --------- |
| 1     | The Muppet Show | 1976-1981 |
| 2     | Danger Mouse    | 1981-1992 |
| 3     | Bagpuss         | 1974      |
| 4     | Grange Hill     | 1978-2008 |
| 5     | Mr Benn         | 1971-1972 |

#### Premio de la Academia Británica de Televisión a la mejor serie dramática
El Premio de la Academia Británica de Televisión a la mejor serie dramática, es una de las principales categorías de los premios. Los últimos 5 ganadores son:
- 2022: In My Skin - Expectation Entertainment / BBC Three
- 2021: Save Me Too - World Productions / Sky Atlantic
- 2020: The End of the F***ing World - Clerkenwell Films / Channel 4
- 2019: Killing Eve - Sid Gentle Films / BBC One
- 2018: Peaky Blinders - Tiger Aspect Productions / BBC Two

### Programación de canales terrestres

#### Weekday
La programación de Weekday en los canales terrestres comienza a las 6 de la mañana con programas de noticias nacionales (junto con noticias regionales actualizadas) en BBC Breakfast, en BBC One, y Good Morning Britain, en ITV. Channel 5, por su parte, emite programas infantiles bajo la marca Milkshake!. Channel 4 emite predominantemente programas de comedia como Everybody Loves Raymond en su espacio matinal. El programa weekday breakfast news, termina a las 9.15 en BBC One y a las 9 en ITV.
A continuación, en BBC One, se emite generalmente una programación sobre estilo de vida que incluye programas sobre propiedades, subastas, decoración del hogar y jardinería. La programación de estilo de vida de BBC One continúa hasta después de las noticias del mediodía, momento en el que se emite la telenovela Doctors, seguida de dramas. Entre las 9 y las 13 horas, BBC Two emite las actualizaciones de BBC News y programación política. Channel 4 suele emitir programas sobre proyectos domésticos y estilo de vida, así como programas arqueológicos, a primera hora de la tarde, después de un resumen de Channel 4 News. El Channel 5 emite programas de entrevistas por la mañana, incluido Jeremy Vine, con boletines de noticias periódicos. Por la tarde, emite series dramáticas, seguidas de una hora de telenovelas australianas, como Home and Away y Neighbours, y películas.
Los boletines informativos se emiten entre las 18:00 y las 19:00 horas tanto en la BBC One y en la ITV. La BBC One comienza con el informativo nacional BBC News at Six y la ITV con el principal informativo regional. Hacia las 18.30 horas, BBC One emite los informativos regionales y ITV emite las ITV Evening News. Channel 4 News comienza a las 19:00 horas y 5 News emite durante una hora a las 17:00 horas.
La programación de Primetime suele estar dominada por más telenovelas, como EastEnders en BBC One, Coronation Street y Emmerdale en ITV, y Hollyoaks en Channel 4. Estas telenovelas o "dramas continuados", como se denominan ahora, pueden variar a lo largo del año, aunque los dramas semanales, como Holby City, también tienen una programación fija. BBC Two emite programación factual, entre la que se incluyen programas de estilo de vida y documentales. BBC Four comienza su programación a las 19:00 horas. La cadena emite una amplia variedad de programas, como arte, documentales, música, cine internacional, comedia, programas originales, drama y actualidad. Su licencia le obliga a emitir al menos 100 horas de nuevos programas artísticos y musicales, 110 horas de nuevos programas informativos y a estrenar 20 películas extranjeras cada año. Los canales BBC One, BBC Two, ITV, Channel 4 y Channel 5 emiten dramas y documentales por las tardes. A las 22:00 horas se emiten las principales noticias nacionales en BBC One en BBC News at Ten (seguidas de Newsnight en BBC Two) y en ITV en ITV News at Ten seguidas de las noticias regionales de la noche. Por ello, en el Reino Unido se recurre con más frecuencia a las guías de televisión, ya sea con el periódico, en línea, a través de servicios de información en la televisión como el servicio BBC Red Button o las guías electrónicas de programas incorporadas.

#### Fin de semana
Tradicionalmente, la programación diurna del fin de semana consiste en más programas de estilo de vida, además de películas y cobertura en directo y en diferido de acontecimientos deportivos la mayoría de las tardes del fin de semana. En el horario de máxima audiencia del fin de semana hay más competiciones para los televidentes, a menudo con documentales y concursos por la noche. Los informativos de mediodía, tarde y noche continúan en BBC One e ITV, aunque su duración es menor que durante la semana. La programación del domingo por la noche suele incluir series, programas de entretenimiento, documentales, películas, conciertos, festivales o acontecimientos deportivos.

## Impacto cultural

### Moral cristiana
En 1963, Mary Whitehouse inició una campaña de envío de cartas en respuesta a la política liberalizadora de Sir Hugh Greene, que por entonces era director general de la BBC. Posteriormente lanzó la campaña Clean Up TV y fundó la National Viewers' and Listeners' Association en 1965. En 2008, Toby Young escribió en un artículo para The Independent: "En cuanto a la cuestión más amplia de si el sexo y la violencia en la televisión han provocado un colapso moral general en la sociedad en general, el jurado aún no se ha pronunciado. Nadie duda de que la civilización occidental se tambalea al borde del abismo, pero sería injusto echar toda la culpa a BBC Two y Channel 4".
En 2005, la BBC emitió Jerry Springer: The Opera lo que provocó 55.000 quejas, las protestas de la organización cristiana Christian Voice y la presentación de una acusación particular contra la BBC por parte del Christian Institute. No se llegó a dictar auto de procesamiento.

## Premios
Los Premios de la Academia Británica de la Televisión son los premios más prestigiosos de la industria televisiva británica, similares a los Premios Emmy de Estados Unidos. Se conceden anualmente desde 1954 y solo pueden optar a ellos programas británicos. Una vez recibidas todas las candidaturas, los miembros de la Academia que cumplan los requisitos podrán votar en línea. El ganador es elegido entre los cuatro nominados por un jurado especial de nueve miembros de la Academia para cada premio; estos miembros de cada jurado son seleccionados por el Comité de Televisión de la Academia.
Los Premios Nacionales de Televisión son una ceremonia de entrega de premios de la televisión británica, patrocinada por ITV e iniciada en 1995. Aunque no son tan prestigiosos como los BAFTA, los Premios Nacionales de Televisión son probablemente la ceremonia más importante cuyos resultados son votados por el público en general. A diferencia de los BAFTA, estos permiten la nominación de programas extranjeros, siempre que se hayan emitido en una cadena británica durante el periodo de elegibilidad.

## Reglamento
Ofcom es el regulador independiente y la autoridad de competencia para las industrias de la comunicación en el Reino Unido, incluida la televisión. Como organismo regulador de las cadenas de televisión, Ofcom tiene entre sus funciones:
- Especificación del Código de Emisión, que entró en vigor el 25 de julio de 2005 y cuya última versión se publicó en octubre de 2008. El Código propiamente dicho se publica en el sitio web de Ofcom[64] y establece un conjunto de normas obligatorias que deben cumplir los programas de las cadenas. Las diez secciones principales abordan la protección de los menores de dieciocho años, los daños y delitos, la delincuencia, la religión, la imparcialidad y la exactitud, las elecciones, la equidad, la privacidad, el patrocinio y las referencias comerciales.[65] Según lo estipulado en la Ley de Comunicaciones de 2003, Ofcom se encarga de hacer cumplir el Código. El incumplimiento del Código por una cadena puede dar lugar a advertencias, multas y, potencialmente, a la revocación de su licencia.
- En julio de 2005 entraron en vigor las normas sobre la cantidad y distribución de la publicidad.[66]
- También examina las quejas específicas de los telespectadores u otros organismos sobre los programas y el patrocinio. La Ofcom publica boletines quincenales a los que se puede acceder a través de su sitio web. Por ejemplo, en un informe de febrero de 2009 se incluye una queja del National Heart Forum sobre el patrocinio de Los Simpson por Domino's Pizza en Sky One. Ofcom llegó a la conclusión de que se trataba de una infracción del Código de Emisión, ya que contravenía una restricción publicitaria de alimentos con alto contenido en grasa, sal o azúcar[67] (las restricciones en la publicidad de alimentos y bebidas dirigidas a los niños se introdujeron en noviembre de 2006).[68]
- La gestión, regulación y asignación del espectro electromagnético en el Reino Unido, así como la concesión de licencias de partes del espectro para las cadenas televisivas.
- Consultas públicas sobre asuntos relacionados con la cadena televisiva. Los resultados de las consultas se publican en el sitio web de Ofcom y sirven de base para las políticas que crea y aplica la agencia.[69]

En 2008, Ofcom impuso multas por un total de 7,7 millones de libras. Esta cifra incluía multas de 5,67 millones de libras a empresas de ITV, incluida una multa de 3 millones de libras a LWT (London Weekend Television) por irregularidades en las votaciones de Saturday Night Takeaway, y multas por un total de 495.000 libras a la BBC. Ofcom afirmó que los escándalos de las llamadas telefónicas habían contribuido significativamente a la suma total de las multas.
El Comité de Prácticas Publicitarias (CAP o BCAP: Committee for Advertising Practice) es el organismo contratado por Ofcom para crear y mantener los códigos de prácticas que rigen la publicidad televisiva. Los Códigos de Publicidad en las Cadenas (o los Códigos de TV) están disponibles en el sitio web del CAP. Estos códigos abarcan las normas de publicidad (el Código TV), orientaciones, las normas de programación, los servicios de texto (el Código Teletexto) y las orientaciones sobre televisión interactiva. Las principales secciones del Código de Televisión se refieren al cumplimiento de las normas, los programas y la publicidad, los productos inaceptables, las cuestiones políticas y controvertidas, la publicidad engañosa, los daños y las ofensas, los niños, los medicamentos, los tratamientos, las declaraciones sobre propiedades saludables y la nutrición, las finanzas y las inversiones, y la religión.
La Autoridad de Normas Publicitarias es un organismo independiente encargado de resolver las quejas relacionadas con la industria publicitaria en el Reino Unido. No recibe financiación del Gobierno, sino que está sufragado por una tasa de la industria publicitaria. Vela por el cumplimiento de los códigos creados por la CAP. La ASA se ocupa de todas las formas de publicidad, no solo de los anuncios de televisión. La Autoridad de Normas Publicitarias puede remitir los anuncios problemáticos a Ofcom, ya que las cadenas que emiten los anuncios son responsables en última instancia del contenido publicitario y deben responder ante Ofcom. En caso necesario, Ofcom puede imponer multas o revocar licencias de emisión.

## Licencias
En el Reino Unido y sus dependencias de la Corona, se necesita una licencia de televisión para recibir cualquier servicio de televisión de difusión pública o para utilizar BBC iPlayer. Esto incluye los canales comerciales, las transmisiones por cable y satélite y los canales de Internet, y se aplica independientemente de la tecnología utilizada para verlos. El dinero del derecho de licencia se destina a financiar contenidos de radio, televisión e Internet para la BBC, programas de televisión en galés para S4C, seguimiento de los medios de comunicación globales, nueve orquestas y grupos de interpretación, investigación técnica y contribuciones al despliegue de la banda ancha. El tasa se clasifica como impuesto hipotecado y no como abono. La BBC proporciona las siguientes cifras de gasto de los ingresos del derecho de licencia por mes en 2021/2022:
| Gasto mensual por licencia | Porcentaje | Propósito                                                            |
| -------------------------- | ---------- | -------------------------------------------------------------------- |
| 7,29 £                     | 55%        | Televisión                                                           |
| 2,09 £                     | 16%        | Radio                                                                |
| 1,27 £                     | 10%        | BBC Online                                                           |
| 1,30 £                     | 10%        | BBC World Service                                                    |
| 0,72 £                     | 5%         | Otros servicios y gastos de producción                               |
| 0,58 £                     | 4%         | Costo del déficit de pensiones y recaudación de derechos de licencia |

## Producción
En 2002, la industria televisiva británica producía 27000 horas de programación original al año, excluidos los informativos, con un coste de 2600 millones de libras. Ofcom ha determinado que el 56% (1500 millones de libras) de la producción corresponde a los propietarios de las cadenas y el resto a productoras independientes. Según lo estipulado en la Ley de Radiodifusión de 1990, Ofcom impone a los operadores de las cadenas una tasa de producción independiente del 25%.

### Producción interna
ITV plc, la empresa propietaria de 12 de las 15 franquicias regionales de ITV, ha fijado el objetivo de que su rama de producción, ITV Studios, produzca el 75% de la programación de ITV, el máximo permitido por Ofcom. Esto supondría un aumento desde el 54% actual, como parte de una estrategia para convertir a ITV en una empresa de contenidos, principalmente para duplicar los ingresos de producción hasta alcanzar los 1200 millones de libras en 2012. ITV Studios produce actualmente programas como Coronation Street, Emmerdale y Heartbeat.
En cambio, la BBC ha implantado una Ventana de Competencia Creativa (WOCC: Window of Creative Competition), que permite que la producción propia de la BBC y los productores independientes compitan en una proporción del 25% por encima de la tasa del 25% de Ofcom. Entre los programas que produce la BBC se encuentran All Creatures Great and Small y F*** Off, I'm a Hairy Woman.
Channel 4 encarga todos los programas a productores independientes.

### Producción independiente
Como consecuencia del lanzamiento de Channel 4 en 1982 y de la tasa independiente del 25% de la Ley de Radiodifusión de 1990, ha crecido en el Reino Unido el sector de la producción independiente. Entre las empresas más destacadas se encuentran Talkback Thames, Endemol UK, Hat Trick Productions y Tiger Aspect Productions.

## Historia

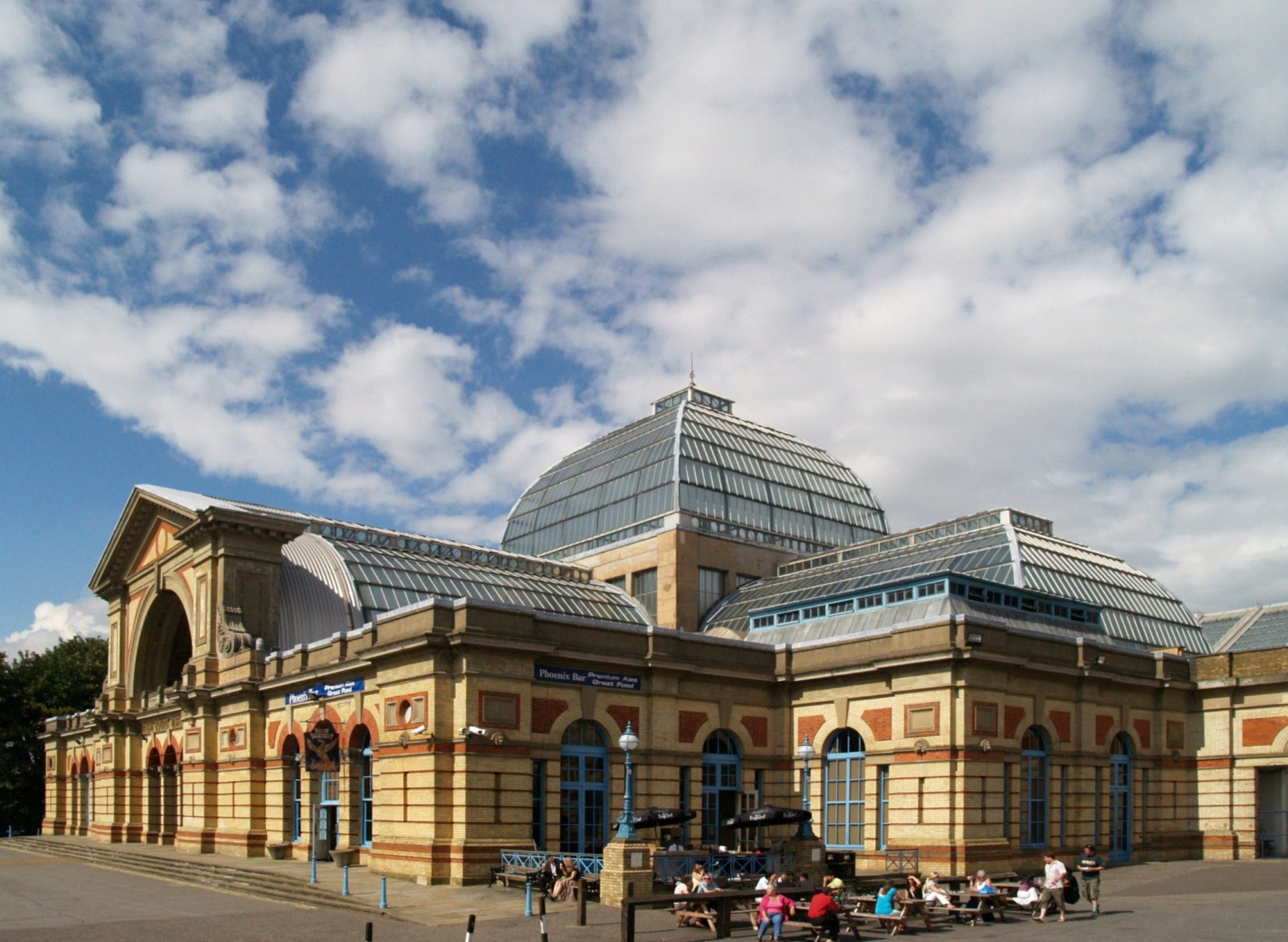
Alexandra Palace, sede del BBC Television Service desde 1936.

### Cronología

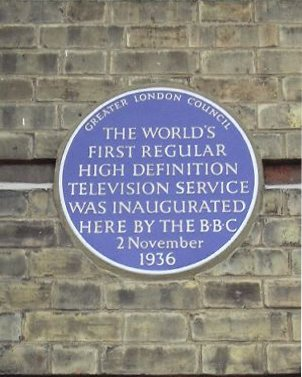
Una placa en el Alexandra Palace conmemora la cuna de la televisión de recepción general. Aquí, "alta definición" se refiere al sistema de televisión de 405 líneas y no a la alta definición actual.

| 1932            | Mecánica analógica terrestre              | Tras las primeras transmisiones mecánicas de prueba de televisión, que comienzan en 1926, se lleva a cabo la primera emisión oficial de la BBC. |
| 1936            | Analógica terrestre                       | La BBC lanza la cadena de televisión electrónica BBC Television Service desde el Alexandra Palace. El formato de imagen es monocromo, de 405 líneas, y la transmisión es analógica terrestre VHF. En 1960, el servicio pasa a llamarse BBC TV. |
| 1938            | Cable analógico                           | El lanzamiento de CATV en Bristol y Kingston upon Hull supone la distribución del servicio de línea 405 a través de los primeros servicios por cable del Reino Unido. |
| 1939            | Televisión analógica                      | El BBC Television Service cesó de septiembre de 1939 a junio de 1946, durante la Segunda Guerra Mundial. |
| 1955            | Regulación                                | La Ley de Televisión de 1954 designa a la ITA (Independent Television Authority) para supervisar la creación de la ITV. |
| 1955            | Analógica terrestre                       | La Independent Television, la segunda cadena del Reino Unido, comienza cuando Associated-Rediffusion, la primera franquicia de ITV, se pone en marcha. La ITV se organiza inicialmente en catorce franquicias regionales, tres de las cuales (Londres, Midlands y Norte) se dividen a su vez en franquicias según el día de la semana y el fin de semana. Las franquicias se lanzan entre septiembre de 1955 y septiembre de 1962, siendo los titulares Associated-Rediffusion, Associated TeleVision (posee dos franquicias, ATV London y ATV Midlands), ABC Weekend TV (dos franquicias, ABC Midlands y ABC North), Granada Television, Scottish Television, Television Wales and the West, Southern Television, Tyne Tees Television, Anglia Television, Ulster Television, Westward Television, Border Television, Grampian Television, Channel Television y Wales (West and North) Television. |
| 1964            | Analógica terrestre                       | El lanzamiento de BBC Two se realizó en un formato de mayor definición de 625 líneas (576i). Al emitirse en frecuencias UHF y en un formato diferente, los propietarios de televisores de 405 líneas no pueden recibirla. Al mismo tiempo, BBC TV cambia de marca y pasa a llamarse BBC One. |
| 1960            | Cable analógico                           | Rediffusion Vision inicia un servicio de cable de 625 líneas. |
| 1966            | Programación                              | La final de la Copa del Mundo de 1966, que se emitió en BBC One e ITV, alcanzó una audiencia total de 32,3 millones de espectadores, lo que la convierte en la emisión más vista. |
| 1967            | Analógica terrestre                       | La BBC Two comienza las transmisiones en color con el formato PAL (Phase Alternating Line). |
| 1968            | Analógica terrestre                       | La ITA introdujo cambios en las franquicias de ITV: se suprimieron las divisiones entre días laborables y fines de semana en las franquicias de Midlands y North, pero la North se dividió en North West y Yorkshire. A partir de 1968, la nueva franquicia de Yorkshire fue para Telefusion Yorkshire. Se crea Thames Television para la franquicia de los días laborables de Londres, formada por los canales ABC y Rediffusion. London Weekend Television sustituyó a ATV, que era el titular de la franquicia de los fines de semana londinenses. |
| 1968            | Analógica terrestre                       | En agosto de 1968, el Servicio Nacional de Emergencia de ITV sustituyó a la red regional de ITV durante varias semanas debido a la huelga provocada por la aplicación de los cambios en la franquicia, con un nombre en antena de Independent Television. |
| 1969            | Analógica terrestre                       | Este año, las emisiones en color comienzan en la BBC One e ITV. |
| 1969            | Programación                              | El alunizaje del Apolo 11, transmitido por BBC One, BBC Two e ITV, fue catalogado como el mejor momento televisivo en una lista de 1999 elaborada por Channel 4. |
| 1972            | Regulación                                | La Ley de Radiodifusión Sonora de 1972 reconstituyó el ITA como Autoridad de Radiodifusión Independiente. |
| 1972            | Cable analógico                           | Se conceden licencias para canales comunitarios experimentales por cable en Bristol, Greenwich, Sheffield, Swindon y Wellingborough. |
| 1974            | Analógica terrestre                       | Lanzamiento de Ceefax y ORACLE, los primeros servicios de teletexto del Reino Unido. |
| 1975            | Programación                              | Se emitió por primera vez Fawlty Towers, considerado el mejor programa de la televisión británica según una lista elaborada por el BFI en 2000. |
| 1979            | Analógica terrestre                       | Casi todas las emisiones y la producción de ITV cesaron debido a un conflicto laboral de 10 semanas. Cuando se reanudó la programación el 24 de octubre, faltaba programación original, por lo que ITV emitió repeticiones de 3-2-1. La programación original se reanudó dos meses y medio después. |
| 1982            | Analógica terrestre                       | Entran en vigor los cambios en la franquicia de ITV: Central Independent Television se creó a partir de una ATV reestructurada. Southern Television es sustituida por Television South (TVS). Television South West (TSW) sustituye a Westward Television. Se crea una nueva franquicia nacional de ITV para la televisión matinal, que se adjudica a TV-am. |
| 1982            | Analógica terrestre                       | En 1982 se lanzaron Channel 4 y S4C, las dos cadenas independientes del Reino Unido. S4C emitía para Gales y Channel 4 para el resto del país. Las empresas ITV vendieron el tiempo de emisión de Channel 4 hasta finales de 1992. Ambas cadenas promocionaron sus programas mutuamente hasta 1998. |
| 1983            | Analógica terrestre                       | Lanzamiento de Breakfast Television en la BBC One y la ITV. |
| 1985            | Analógica terrestre                       | El 3 de enero cesan las últimas emisiones de las dos estaciones analógicas terrestres de VHF. |
| 1986            | Analógica terrestre                       | La BBC lanza un servicio diurno completo con la BBC One en antena desde las 6 de la mañana hasta medianoche todos los días, algo que nunca antes se había hecho. |
| 1987            | Analógica terrestre                       | ITV estrena su primera programación matinal. Esto fue posible tras la transferencia de los programas escolares a Channel 4. |
| Finales de 1980 | Cable analógico                           | Se concedieron franquicias a operadores locales de cable, la mayoría de los cuales acabarán fusionándose para convertirse en Virgin Media. WightFibre y Wrights Radio Relay siguen siendo independientes. |
| 1989            | Satélite analógico                        | Sky lanza un servicio de suscripción por satélite con películas y eventos de pago por visión. |
| 1990            | Regulación                                | La Ley de Radiodifusión de 1990 suprime la Autoridad de Radiodifusión Independiente y la Cable Authority, que son sustituidas por la Independent Television Commission. La ley permite las fusiones entre franquicias de ITV, de modo que las franquicias regionales se consolidarán finalmente en ITV plc (posee 13 franquicias) y STV Group (dos franquicias). La mayoría de las franquicias que acabarían siendo propiedad de ITV plc adoptan la marca ITV1 en 2001 y abandonan la identidad regional en 2002. Las dos franquicias de STV Group adoptan la marca STV en 2006, y Channel Television adopta la marca ITV1 a pesar de ser independiente de ITV plc en ese momento. |
| 1990            | Satélite analógico                        | Lanzamiento de BSB, un servicio de suscripción por satélite de cinco canales. |
| 1991            | Analógica terrestre                       | Dos regiones de ITV y Channel 4 emiten transmisiones con sonido estéreo utilizando NICAM, y el resto de la red ITV les sigue en los dos años siguientes. El 31 de agosto, la BBC lanza las emisiones estéreo NICAM, tras haber iniciado las transmisiones de prueba en 1986. |
| 1992            | Satélite analógico                        | Tras fusionarse con Sky, BSkyB cesa las transmisiones en el antiguo satélite de BSB. |
| 1992            | Programación                              | Ghostwatch se emitió en la BBC One y figura como el momento televisivo más polémico en una lista de 2005 elaborada por Channel 4. Tras su emisión, el programa recibió 2.215 quejas. |
| 1993            | Analógica terrestre                       | Entran en vigor los cambios de franquicia de ITV: Westcountry Television sustituye a Television South West; Carlton Television sustituye a Thames Television; Meridian Broadcasting sustituye a Television South; Good Morning Television sustituye a TV-am; y Teletext Ltd sustituye a ORACLE, titular de la franquicia nacional de teletexto. |
| 1997            | Analógica terrestre                       | Channel 5 se convierte así en la primera cadena terrestre del Reino Unido que también emite por Sky. |
| 1998            | Satélite digital                          | BSkyB lanza SkyDigital, que ahora se comercializa como Sky TV, el primer servicio digital por satélite del Reino Unido. A diferencia del servicio analógico, incluye una guía electrónica de programas, televisión interactiva, servicios de texto, formato panorámico de imagen de algunos canales (16:9), audiodescripción y canales de películas de vídeo casi bajo demanda. Por primera vez, la BBC, Channel 4 y S4C emiten vía satélite, por lo que Channel 4 pasa a estar disponible en Gales y S4C emite una nueva versión solo en galés a escala nacional. En un principio, la BBC emite en abierto y sin codificar; a partir de mayo de 2003, dejará de codificar y lanzará variantes regionales. ITV no se unirá a SkyDigital hasta octubre de 2001. SkyDigital se lanza con unos 200 canales de televisión o radio.                                                                      |
| 1998            | Digital terrestre                         | Lanzamiento de OnDigital, un servicio digital terrestre por suscripción. |
| 1998            | Cable digital                             | NTL, Telewest y Cable & Wireless inician servicios de cable digital con características similares a las de Sky Digital. A diferencia de Sky Digital, el cable sigue siendo un servicio regional que ofrece todas las versiones de los canales de la BBC e ITV. |
| 1999            | IPTV                                      | Kingston Interactive Television (KIT), el primer servicio de IPTV del Reino Unido, se lanza en Hull. Es el primer servicio de vídeo bajo demanda del país. La BBC ya había mostrado el concepto de vídeo bajo demanda a través de la autopista de la información en un episodio de Tomorrow's World en 1994. |
| 2001            | Satélite analógico                        | BSkyB cesa su servicio analógico por satélite. |
| 2002            | Digital terrestre                         | Cierre de ITV Digital (anteriormente conocida como OnDigital). |
| 2002            | Digital terrestre                         | Lanzamiento de Freeview, un servicio digital terrestre gratuito que sustituirá a ITV Digita. |
| 2003            | Regulación                                | La Ley de Comunicaciones de 2003 suprime la Independent Television Commission y la sustituye por Ofcom. |
| 2004            | Digital terrestre                         | Lanzamiento de Top Up TV, un servicio de suscripción en digital terrestre. |
| 2006            | Cable                                     | Posteriormente, NTL y Telewest se fusionaron con Virgin Mobile y se relanzaron como Virgin Media. |
| 2006            | Cable                                     | Las primeras cadenas públicas de alta definición del Reino Unido, la BBC y ITV, retransmiten la Copa Mundial de la FIFA 2006 en alta definición a través de NTL:Telewest. |
| 2006            | IPTV                                      | KIT de cese de comunicaciones de Kingston. |
| 2006            | IPTV                                      | Se lanzó BT Vision, un servicio de suscripción de vídeo bajo demanda que incluía un receptor Freeview. En 2023 pasó a llamarse EE TV. |
| 2006            | Televisión por Internet                   | BSkyB lanza Sky Anytime, un programa para descargar programas de televisión en los computadores a través de Internet, para suscriptores de Sky TV. Más tarde se convertiría en Sky Go. |
| 2006            | Televisión por Internet                   | Channel 4 inaugura 4 on Demand, que permite descargar programas de televisión de forma gratuita y de pago a través de Internet. Más tarde se convirtió en All 4 y, en 2023, en Channel 4. La aplicación lleva el mismo nombre que el canal. |
| 2007            | Televisión por Internet                   | ITV relanza itv.com como portal bajo demanda. Más tarde pasó a llamarse ITVX. |
| 2007            | Analógica terrestre                       | La transición a la televisión digital comenzó con el cese de las transmisiones analógicas terrestres en UHF. |
| 2007            | Televisión por Internet                   | La BBC inaugura BBC iPlayer, una herramienta para ver programas de la BBC en Internet |
| 2008            | Satélite digital                          | Lanzamiento de Freesat, un servicio gratuito de televisión por satélite. |
| 2011            | Televisión por Internet                   | En diciembre se lanza Lovefilm Instant, un servicio de televisión en tiempo real. Más adelante se integrará en el sitio web de Amazon y pasará a llamarse Prime Video. |
| 2012            | Televisión por Internet                   | Netflix lanza su servicio de televisión en tiempo real en el Reino Unido. |
| 2012            | Televisión por Internet                   | Sky lanza NOW TV, un servicio de televisión por Internet con contenidos similares a los del servicio por satélite de Sky, pero sin compromiso de permanencia. Más tarde se convirtió en Now. |
| 2012            | Digital terrestre/Televisión por Internet | En julio de 2023 se lanza YouView, un descodificador híbrido que permite recibir servicios de televisión terrestre y por Internet. En julio de 2023, YouView dejará de comercializarse a los consumidores, aunque seguirá utilizándose como plataforma tecnológica en determinados televisores y descodificadores. |
| 2012            | Analógica terrestre                       | Cesan las emisiones analógicas terrestres en UHF en todas las regiones, siendo Irlanda del Norte la última región en cerrar las emisiones analógicas. |
| 2013            | Cable analógico                           | Virgin Media cierra sus últimas zonas de cable analógico. |
| 2015            | Digital terrestre/Televisión por Internet | Lanzamiento de Freeview Play, un descodificador híbrido que combina servicios de televisión terrestre e Internet. |
| 2017            | Cable analógico                           | Wrights Radio Relay cierra el servicio de televisión analógica y digital por cable en Newtown, Powys, que es el último servicio público de televisión analógica del Reino Unido. |
| 2019            | Televisión por Internet                   | Lanzamiento de BritBox, un servicio de tiempo real por suscripción fundado por la BBC e ITV plc. En 2022, se fusiona con ITVX. |
| 2022            | Televisión por Internet                   | Se lanza Sky Glass, un televisor que recibe todos los contenidos a través de Internet en lugar de la distribución por satélite de Sky. En 2022 se le unirá Sky Stream, un dispositivo conectado a Internet con el mismo servicio. |

### Proveedores de televisión cerrados y cancelados
| Proveedor               | Años       | Gratuito o de pago | Número de canales | Color | Digital | Vídeo bajo demanda | Transmisión              |
| ----------------------- | ---------- | ------------------ | ----------------- | ----- | ------- | ------------------ | ------------------------ |
| VHF terrestrial TV      | 1936-1985  | Gratis             | 2                 | No    | No      | No                 | Analógica terrestre      |
| 405-line cable service  | 1938-1985  | Gratis             | 2                 | No    | No      | No                 | Cable analógico          |
| UHF terrestrial TV      | 1965-2012  | Gratis             | 5 (o 6)           | Sí    | No      | No                 | Analógica terrestre      |
| Multiple cable services | 1970s-2017 | Gratis y de pago   | Desconocido       | Sí    | No      | No                 | Cable analógico          |
| Sky (analógico)         | 1989-2001  | Pago               | Desconocido       | Sí    | No      | No                 | Satélite analógico       |
| BSB                     | 1990-1992  | Pago               | 5                 | Sí    | No      | No                 | Satélite analógico       |
| OnDigital / ITV Digital | 1998-2002  | Pago               | Desconocido       | Sí    | Sí      | No                 | Digital terrestre        |
| KIT                     | 1999-2006  | Pago               | Desconocido       | Sí    | Sí      | Sí                 | IPTV                     |
| Top Up TV               | 2004-2013  | Pago               | Desconocido       | Sí    | Sí      | No                 | Digital terrestre        |
| Freewire                | 2006-2014  | Pago               | 50                | Sí    | Sí      | No                 | IPTV                     |
| EE TV                   | 2014-2021  | Pago               | 99                | Sí    | Sí      | Sí                 | Digital terrestre + IPTV |
| Plusnet TV              | 2015-2021  | Pago               | 95                | Sí    | Sí      | Sí                 | Digital terrestre + IPTV |

Los siguientes servicios de televisión por Internet han cerrado:
| Servicio                     | Años      |
| ---------------------------- | --------- |
| Blinkbox / TalkTalk TV Store | 2007-2018 |
| SeeSaw                       | 2010-2011 |
| UTV Player                   | 2014-2016 |
| BBC Store                    | 2015-2017 |

Los siguientes servicios se interrumpieron antes del lanzamiento:
- Sky Picnic, una propuesta de servicio digital terrestre por suscripción de Sky en 2007.
- "Project Kangaroo", un servicio de televisión por Internet anunciado por la BBC, ITV y Channel 4 en 2007. Parte de la tecnología utilizada en este se reutilizó en SeeSaw. Más tarde se lanzó un concepto similar llamado BritBox.

#### Televisión analógica terrestre

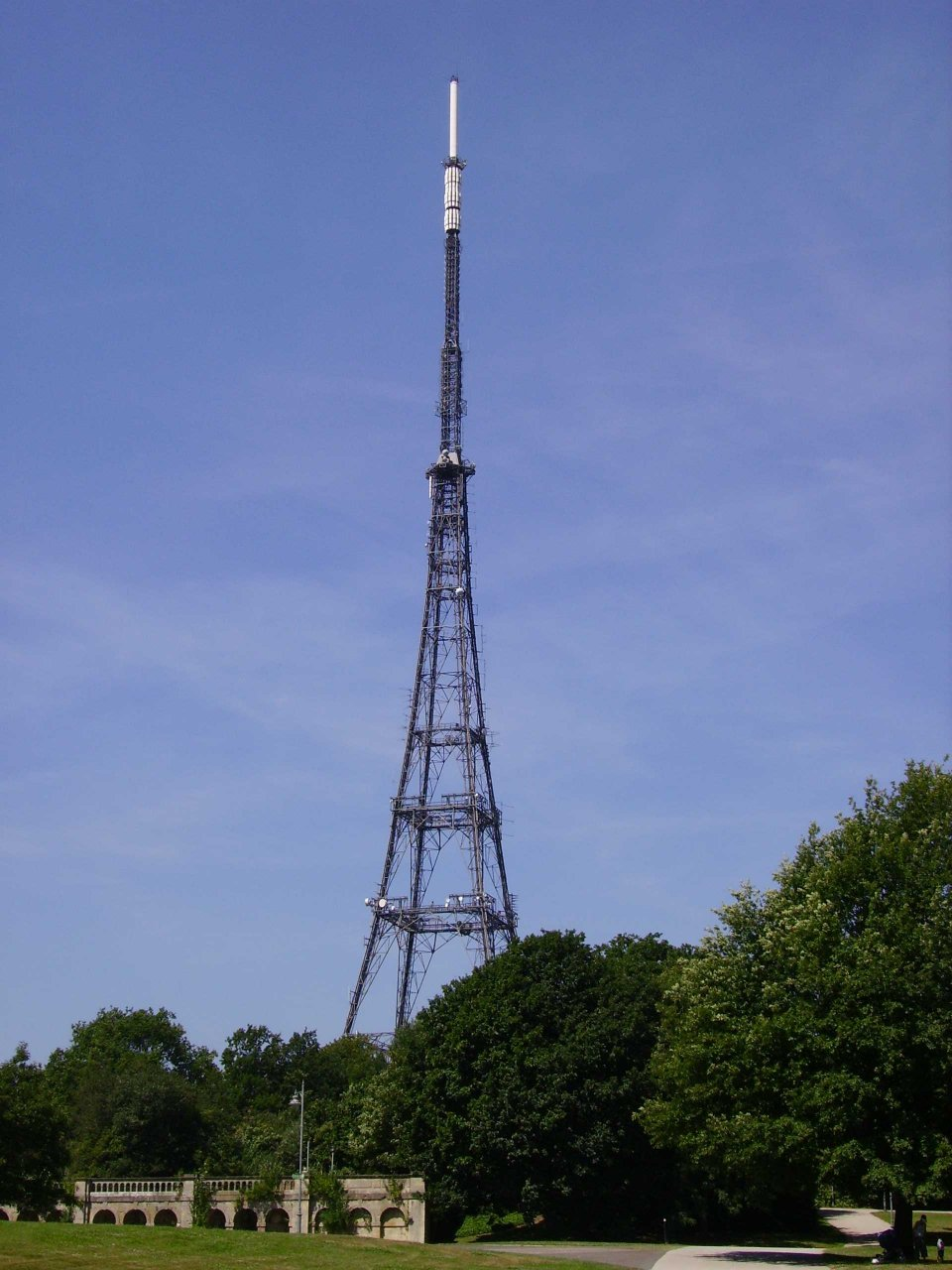
Emisora del Crystal Palace. Construida en 1956, es la principal emisora de Londres.

La televisión analógica se transmitía por ondas de radio VHF (Very High Frequency) (1936) y, más tarde, UHF (1964), y las emisiones analógicas finalizaron en 2012.

Progreso de la conversión digital en el Reino Unido
Conmutación finalizada.

Las transmisiones en VHF comenzaron en 1936 y terminaron en 1985, con un paréntesis entre 1939 y 1946, y constaron de dos canales. El canal de lanzamiento fue el BBC Television Service, conocido como BBC 1 desde 1964. A este canal se unió Independent Television, una red de franquicias regionales lanzadas entre 1955 y 1962. Los canales transmitían en monocromo utilizando el sistema de televisión de 405 líneas, con 376 líneas visibles, a 25 cuadros por segundo entrelazados (50 campos por segundo), inicialmente con una relación de aspecto de 5:4, que pasó a 4:3 en 1950. El cierre gradual comenzó en 1982 y finalizó en enero de 1985.
Las transmisiones en UHF (Ultra High Frequency) comenzaron en 1964 y finalizaron en 2012. El canal de lanzamiento fue BBC Two, al que se sumaron BBC 1, la cadena ITV, Channel 4 o S4C en Gales, Channel 5, así como una red de canales de televisión locales. Las emisiones comenzaron con el estándar Sistema I, que ofrecía una imagen monocroma de 625 líneas, con 576 líneas visibles, a 25 imágenes entrelazadas por segundo (50 campos por segundo) y una relación de aspecto de 4:3. Entre los avances técnicos cabe destacar la incorporación del color en 1967, el teletexto en 1974 y el sonido estéreo en 1991. El cambio de las transmisiones analógicas a las digitales fue un proceso regional denominado conversión digital, que comenzó en 2007 y finalizó en octubre de 2012, cuando cesaron las transmisiones analógicas en UHF en Irlanda del Norte.
Aunque ya no hay emisiones analógicas en el Reino Unido, es posible que haya una señal PAL en los sistemas cerrados de distribución de RF, por ejemplo, la señal de vídeo de un interfono en un bloque de pisos o un sistema de seguridad.
| Posición del canal común                                | Nombre del canal                                              | Propietario del canal                      | Regiones                                                                                          | Fecha de lanzamiento VHF                                 | Fecha de lanzamiento de UHF |
| ------------------------------------------------------- | ------------------------------------------------------------- | ------------------------------------------ | ------------------------------------------------------------------------------------------------- | -------------------------------------------------------- | --------------------------- |
| 1                                                       | BBC One                                                       | BBC                                        | 18 variantes regionales                                                                           | 2 de noviembre de 1936                                   | 15 de noviembre de 1969     |
| 2                                                       | BBC Two                                                       | BBC                                        | 4 variantes regionales                                                                            | No disponible                                            | 20 de abril de 1964         |
| 3                                                       | ITV (marca en antena ITV1, STV o UTV; nombre legal Channel 3) | ITV Network Ltd (ITV plc, STV Group)       | 17 variantes regionales (14 ITV, 2 STV, UTV); 24 regiones publicitarias; 13 regiones de teletexto | Del 22 de septiembre de 1955 al 14 de septiembre de 1962 | 15 de noviembre de 1969     |
| 4 (regiones de Inglaterra, Escocia e Irlanda del Norte) | Channel 4                                                     | Channel Four Television Corporation        | 6 regiones publicitarias                                                                          | No disponible                                            | 2 de noviembre de 1982      |
| 4 (Gales)                                               | S4C                                                           | S4C Authority                              | 1 región                                                                                          | No disponible                                            | 1 de noviembre de 1982      |
| 5                                                       | Channel 5                                                     | Viacom International Media Networks Europe | 4 regiones publicitarias                                                                          | No disponible                                            | 30 de marzo de 1997         |
| 6                                                       | Canales con licencia de servicio restringido                  | Varios                                     | 18 canales (aproximadamente)                                                                      | No disponible                                            | Desde octubre de 1998       |

### Canales cerrados
Hay cerca de 200 canales de televisión del Reino Unido cerrados.

### Comentario

#### El auge de la televisión en el Reino Unido
La British Broadcasting Corporation (BBC) se creó en 1927 para desarrollar la radiodifusión y, inevitablemente, se involucró en la televisión en 1936. La BBC se financia con los ingresos de una "licencia de recepción de emisiones" que deben adquirir los residentes en el Reino Unido. Su coste se fija de común acuerdo con el Gobierno británico.
La televisión se implantó en el Reino Unido en 1947, pero su expansión fue lenta. En 1951, con solo dos transmisores, cerca de Londres y Birmingham, solo el 9% de los hogares británicos poseía un televisor. El Reino Unido fue el primer país del mundo en disponer de una programación diaria regular de televisión directa a los hogares, y el primero en contar con profesionales técnicos para trabajar en los televisores.
Hasta 1972, el gobierno británico, bajo el control del director general de Correos, regulaba estrictamente las horas de emisión televisiva. Antes del lanzamiento del canal comercial ITV en 1955, la BBC estaba limitada por ley a un máximo de cinco horas diarias de emisión. Con el lanzamiento de la cadena ITV, esta limitación se amplió a siete horas diarias de emisión para ambas cadenas. Poco a poco se fue aumentando el número de horas. A finales de los años sesenta, la ley reguló una semana de emisión de 50 horas para todos los canales de televisión del Reino Unido. Esto significaba que BBC One, BBC Two e ITV solo podían emitir programación normal durante siete horas diarias de lunes a viernes y siete horas y media los sábados y domingos.
Hasta 1957, la televisión en el Reino Unido no podía emitir entre las 18:00 y las 19:00 horas. Se trataba de la llamada "Toddlers' Truce" (tregua de los niños pequeños), con la que se pretendía que los padres pudieran acostar a sus hijos antes de que empezara la franja de máxima audiencia; esta restricción se levantó ese año. Sin embargo, los domingos, la televisión permanecía apagada de 18:00 a 19:00. Esto obedecía al temor de los líderes religiosos de que la televisión interfiriera en la asistencia a los oficios religiosos. En 1958 se llegó a un acuerdo por el que solo se podía emitir programación religiosa en esa franja horaria. Esta restricción se levantó en enero de 1972.
El director general de Correos permitió excepciones a la normativa. Toda la programación escolar, la educación de adultos, la programación religiosa, las ocasiones de Estado, las emisiones políticas y la programación en galés estaban totalmente exentas de las restricciones. Los acontecimientos deportivos y las retransmisiones exteriores disponían de un cupo independiente de horas de emisión que podían utilizarse al año, que comenzó siendo de 200 horas anuales a mediados de los años cincuenta y aumentó a un cupo de 350 horas anuales a finales de los años sesenta. Las emisiones de Nochebuena, Navidad, Boxing Day, Nochevieja y Año Nuevo también estaban exentas de las estrictas restricciones.
La elección de un gobierno conservador en junio de 1970 trajo consigo cambios en el control de las horas de emisión. Al principio, la jornada de emisión típica se amplió a ocho horas diarias, con un aumento de las exenciones durante las Navidades y un incremento de la tasa de emisión deportiva y de programas en exteriores. El 19 de enero de 1972, el ministro de Correos y Telecomunicaciones, Christopher Chataway, anunció a la Cámara de los Comunes del Reino Unido que a partir de ese día se levantarían todas las restricciones sobre las horas de emisión en televisión y que, a partir de entonces, las cadenas podrían fijar sus propios horarios. En noviembre de 1972, la ITV ya emitía una programación diurna completa a partir de las 9.30 de la mañana, y la BBC también amplió sus horarios para incluir más programación diurna.
Anteriormente, el Gobierno del Reino Unido nombraba a los miembros del Consejo de Administración de la BBC, órgano responsable de la dirección general de la organización y del nombramiento de los altos ejecutivos, pero no de su gestión diaria. A partir de 2007, el BBC Trust sustituyó al Consejo de Administración. Desde el punto de vista operativo, es independiente de la dirección de la BBC y de organismos externos, y su objetivo es actuar en interés de los suscriptores al derecho de licencia.
La televisión comercial se introdujo por primera vez en el Reino Unido en 1955. A diferencia de lo que ocurría en Estados Unidos, la publicidad y la programación estaban claramente separadas. Los anunciantes se limitaban a comprar anuncios en pausas predefinidas dentro de la programación y no tenían ninguna relación con el contenido de los programas. El contenido y la naturaleza de los anuncios estaban estrictamente controlados por la ITA (el organismo que controla la televisión comercial).

#### Historia de la televisión por satélite
El primer servicio comercial de difusión directa por satélite en el Reino Unido, Sky Television, se lanzó en 1989 y utilizó el recién lanzado satélite Astra a 19.2° Este, ofreciendo cuatro canales de televisión analógica. Los canales y el posterior sistema de codificación de vídeo VideoCrypt utilizaban la norma de emisión PAL existente, a diferencia de la empresa ganadora de la licencia estatal británica de difusión directa por satélite, British Satellite Broadcasting.
En 1990 se lanzó BSB, que emitía cinco canales (Now, Galaxy, The Movie Channel, The Power Station y The Sports Channel) en formato D-MAC y utilizando el sistema de codificación de vídeo EuroCypher, derivado del sistema VideoCipher de General Instruments utilizado en Estados Unidos. Uno de los principales argumentos de venta de la oferta de BSB era el Squarial, una antena plana y un bloque convertidor de bajo nivel de ruido (LNB: Low Noise Block). El sistema de Sky utilizaba una antena parabólica y un LNB convencionales y más baratos.
Ambas empresas competían por los derechos de las películas en el Reino Unido. Sky funcionaba en un polígono industrial de Isleworth, en el oeste de Londres, mientras que BSB tenía oficinas recién construidas en el complejo de oficinas Marco Polo House (Londres). Posteriormente, los dos servicios se fusionaron para formar British Sky Broadcasting (BSkyB). El sistema D-MAC/EuroCypher de BSB fue sustituido gradualmente por el sistema de codificación de vídeo VideoCrypt de Sky.
En 1994, el 17% del grupo salió a bolsa en la Bolsa de Londres (con ADR (American Depositary Receipt) cotizados en la Bolsa de Nueva York), y News Corporation, de Rupert Murdoch, posee una participación del 35%.
En 1998, tras el lanzamiento de varios satélites más hacia la posición 19.2º Este de Astra, el número de canales había aumentado a unos 60 y BSkyB lanzó la primera plataforma de televisión digital de pago del Reino Unido, con una oferta de 300 canales emitidos desde el nuevo satélite de Astra en la posición 28,2º Este, bajo la marca Sky Digital. El servicio analógico de BSkyB ya no existe y todos los clientes han pasado a Sky Digital.
En mayo de 2008, la BBC y la ITV lanzaron un servicio de televisión por satélite abierta bajo la marca Freesat, que transmite diversos canales desde el satélite Astra 28.2° Este, incluidos algunos contenidos en formatos HD.